# Anita Taring
Tone Anita Taring (* 19. März 1960; † 7. April 2022) war eine norwegische Handballspielerin, die für die norwegische Nationalmannschaft auflief.

## Karriere
Taring spielte anfangs für Njård IL, mit deren Damenmannschaft sie in der 2. divisjon antrat. Auf Anraten ihres damaligen Juniorinnen-Nationaltrainers wechselte sie im Jahr 1978 zum norwegischen Erstligisten Nordstrand IF. Im Trikot von Nordstrand IF gewann sie in der Saison 1980/81 mit 116 Treffern die Torschützinnenkrone der höchsten norwegischen Spielklasse. Im Jahr 1987 gewann sie die Norgesmesterskap, den norwegischen Pokalwettbewerb. Ein Jahr später verließ sie auf eigenen Wunsch hin die Erstligamannschaft und wurde daraufhin Spielertrainerin der zweiten Mannschaft von Nordstrand IF, die in der 3. divisjon antrat. Zuvor hatte sie im Verein schon Erfahrungen als Jugendtrainerin gesammelt.
Taring absolvierte 24 Länderspiele für die norwegische Juniorinnennationalmannschaft, in denen sie 30 Treffer erzielte. Zwischen 1979 und 1981 gehörte sie dem Kader der norwegischen A-Nationalmannschaft an. In diesem Zeitraum bestritt sie 32 Länderspiele und warf 54 Tore.